# Viola de amor
A viola de amor (em italiano:  viola d'amore, em francês:  viole d'amour, em alemão:  Liebesgeige) é um instrumento musical de cordas friccionadas. Tem 6 ou 7 cordas simpáticas, o que a faz ter de 12 a 14 cordas no total, e foi usado sobretudo no período barroco. É tocada sob o queixo do mesmo modo que o violino.
O instrumento foi especialmente popular no final do século XVII, embora um especialista em viola de amor fosse raro, já que era costume um músico profissional tocar uma série de instrumentos, particularmente da família do instrumento principal desse músico. Mais tarde, o instrumento caiu em desuso, com o volume e pujança da família do violino a serem preferidos face à delicadeza e suavidade da família da viola. Todavia, houve interesse renovado pela viola de amor no século XX: os violistas Henri Casadesus e Paul Hindemith tocaram ambos viola de amor no início do século XX, e o compositor de bandas sonoras Bernard Herrmann fez uso dela em várias obras. De notar que, tal como outros instrumentos da família do violino, a moderna viola de amor foi alterada em estrutura face à versão do Barroco, sobretudo para suportar a tensão adicional das cordas metálicas.
Leoš Janáček planeou usar a viola de amor no seu quarteto para cordas n.º 2, "Cartas Íntimas". O uso do instrumento era simbólico, pela natureza da sua relação com Kamila Stösslová, relação essa que inspirou a obra. Porém, a versão com a viola de amor veio a ser impraticável nos ensaios e Janáček adaptou a obra para uma viola convencional.
O bailado Romeu e Julieta de Sergei Prokofiev tem uma viola de amor.
A viola de amor pode ser ouvida em conjuntos musicais especializados em música do Barroco, em instrumentos de época. Vivaldi, por exemplo, usou a viola de amor como um instrumento obbligato para música sacra e óperas:

## Descrição

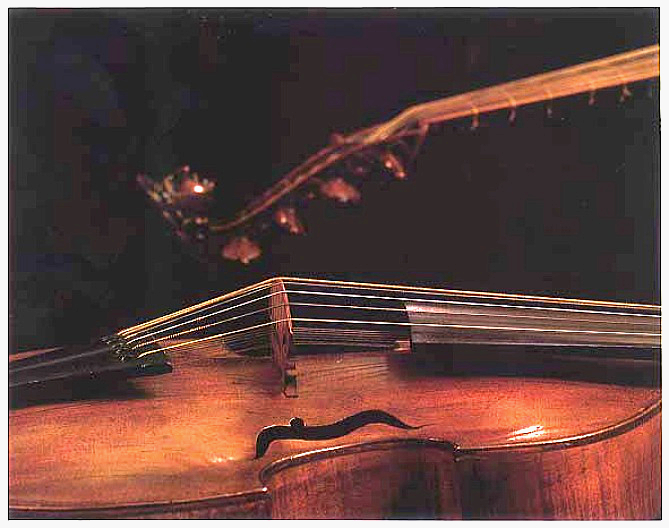
Uma viola de amor, e ao fundo uma viola de gamba.

O corpo ou caixa de ressonância desta viola é muito semelhante ao da família das violas, como a viola de gamba. É formado por duas faces, unidas por uma franja de madeira. Tem uma rosa ou roseta, como a viola de gamba e como muitos outros instrumentos de corda percutida. Não tem, no entanto, os efes, orifícios por onde sai o som e que se encontram na face superior, mas sim duas aberturas em forma de chama ou de espada flamejante. 

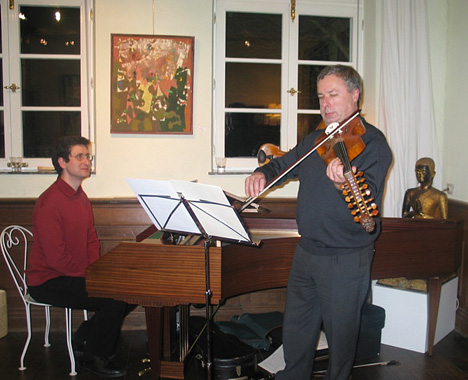
Instrumentista de viola de amor.

À volta deste corpo situa-se o resto dos elementos que o formam. Na cabeça encontram-se as 12 ou 14 cavilhas e a voluta. Esta voluta costuma ter forma de cabeça de cupido. Chama o cavilheiro, grande em comparação com o resto do instrumento, para poder situar todas as cavilha. O mastro está praticamente no mesmo plano que o corpo.
Não tem trastes no diapasão, contrariamente à viola de gamba. Na ponte estão as sete cordas que se friccionam com o arco, e há pequenos orifícios para deixar passar as cordas metálicas que têm função de ressonância por simpatia. 

### Cordas e afinação
Consta de sete cordas de tripa, que antigamente se afinavam das maneiras mais diversas. Parece que, dependendo da obra, as cordas eram afinadas de um modo ou outro, o que se designa scordatura, não havendo acordo entre compositores nem entre músicos. Um famoso executante deste instrumento, o francês Chrétien Urhan (1790-1845), fixou a afinação lá2, ré3, lá3, ré4, fá#4, lá4, ré5.
As cordas simpáticas costumavam ser de bronze, afinadas em uníssono com as da posição normal, o que produz as condições para vibrar por simpatia com efeitos de suave ressonância.
A extensão vai do lá2 ao lá6.

## Alguns executantes
- Attilio Ariosti (1666–1729)
- Louis-Toussaint Milandre
- Farinelli (1705–1782)

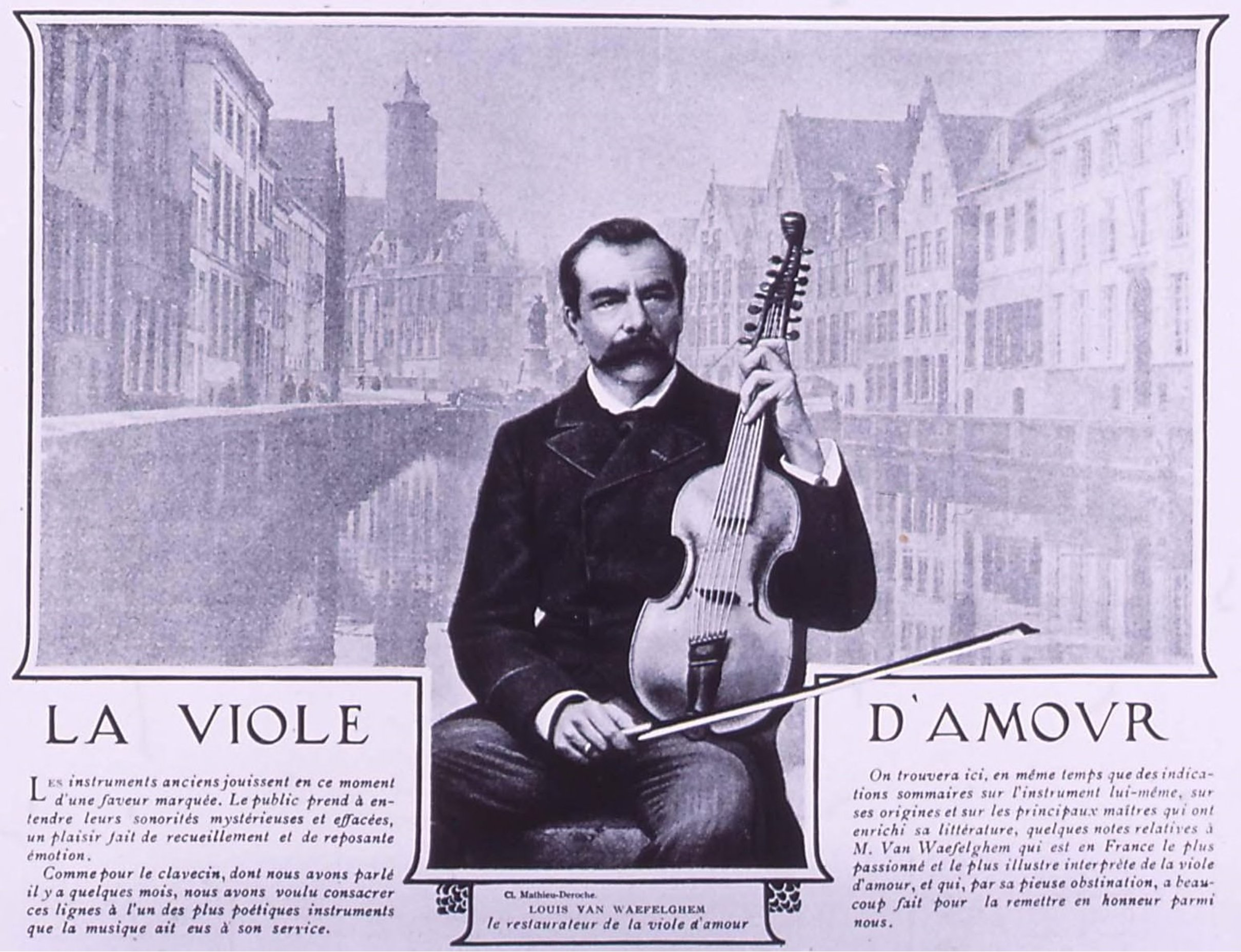
Louis van Waefelghem com uma viola de amor

- Alexandro Marie Antoin Fridzeri (1741-1819)
- Antonio Vivaldi (1678-1741)
- Chrétien Urhan (1790–1845)
- Louis van Waefelghem (1840–1908)
- George Saint-George (1841–1924)
- Hugo Walter Voigtlander (1859-1933)
- Carl Valentin Wunderle (1866-1944)
- Henri Casadesus (1879–1947)
- Montagu Cleeve (1894–1993)
- Paul Hindemith (1895-1963)
- Karl Haas (1900–1970)
- Vadim Borisovsky (1900–1972)
- Tosca Kramer (1903–1976)
- Guido Santórsola (1904–1994)
- Walter Trampler (1915–1997)
- Gordon B. Childs (n. 1927)
- Alice Harnoncourt (n. 1930)
- Marcus Thompson (n. 1946)
- Michael Kugel (n. 1947)
- Stephen Nachmanovitch (n. 1950)
- Alexander Labko
- Roy Goodman (n. 1951)
- Gunter Teuffel (n. 1955)
- Garth Knox (n. 1956)
- Richard Fleischman (n. 1963)
- Sviatoslav Belonogov (n. 1965)
- Rachel Barton Pine (n. 1974)
- Julia Rebekka Adler (n. 1978)
- James Wannan
- Hans Vermeersch (n. 1957)
- Jasser Haj Youssef (n. 1980)
- Leonid Pateyuk (n. 1990)
- Lucinda Moon
- Daniel Thomason (n. 1934)
- Myron Rosenblum (n. 1933)
- Hans Lauerer
- Rüdiger Müller-Nübling
- Harry Danks (1912-2001)
- Michel Pons
- Marianne Kubitschek-Rônez
- Margit Urbanetz-Vig
- Emil Seiler (1906-1998)
- Viera Bilikova
- Joseph Pietropaolo (1934-2014)
- Frank Bellino (1927-2013)
- Joseph Ceo
- Wolfram Just (n. 1936)
- Thomas Georgi
- Elly Winer
- Igor Boguslavsky
- Karl Stumpf (1907-1988)
- Aurelio Arcidiacono (1915-2001)
- Howard Boatwright (1912-1999)
- Virginia Majewski
- Lorenzo Nassimbeni
- Frantisek Slavik (1911-1999)
- Jacob Glick (1926-1999)
- Vazgen Muradian (1921-2018)
- Medardo Mascagni (1922-2001)
- Artur Paciorkiewicz
- John Calabrese (1941-2006)
- Jaroslav Horak (1914-2005)
- Katherine McGillivray (1970-2006)
- Guenter Ojstersek (n. 1930)
- Hans-Karl Piltz (n. 1923)
- Paul Shirley (1886-1984)
- Mary Elliott James (n. 1927)
- Jose Blankleder (f. 1998)
- Max Tonson-Ward (1918-2015)
- Elizabeth Watson
- Roland Kato
- Claire Kroyt
- Charles Martin Loeffler (1861-1935)
- Richard Stoelzer
- Arnt Martin (n. 1939)
- Leon King
- Karlina Ivane (n. 1979)
- Carlos Solare
- Haruko Tanabe
- Ines Wein
- Adriana Zoppo
- Ludwig Hampe
- Sibylle Hoedt-Schmidt
- Christoph Angerer
- Gheorghe & Simona Balan
- Christiane Guhl
- Simon Steinkühler
- Anne Schumann
- Rachel Stott
- Helmut Tzschöckell (1933-1999)